# 尼黎奥
尼黎奥（英語：Nerio）。古罗马宗教与神话之中的战争女性神祇和勇士之一。常与战神相伴随出现。曾于艺术作品中得到广泛反映，并为其他神话所吸收创造，影响深远。相关文物现已发现。

## 扩展阅读
- Grimal, Pierre. The Dictionary of Classical Mythology. Oxford: Basil Blackwell, 1986. ISBN 0-631-20102-5